# دیرت رالی ۲.۰
دیرت رالی ۲٫۰ (انگلیسی: Dirt Rally 2.0) یک بازی ویدئویی کورسی ساخته شده و منتشر شده توسط کدمسترز برای مایکروسافت ویندوز، پلی‌استیشن ۴ و اکس‌باکس وان در سال ۲۰۱۹ می‌باشد. تمرکز این بازی بر روی رالی در کشورهای آرژانتین، استرالیا، نیوزیلند، لهستان، اسپانیا و ایالات متحده آمریکا می‌باشد. محتوای قابل دانلود بازی کشورهای فنلاند، آلمان، یونان، سوئد و ولز را نیز برای کاربران جهت مسابقه قرار می‌دهد.